# Lentille de Barlow
Pour les articles homonymes, voir Barlow.

A : objectif, ici un doublet ; B : lentille de Barlow
Trait rouge : faisceau sans lentille de Barlow
Trait vert : faisceau avec la lentille de Barlow

Une lentille de Barlow (du nom de son inventeur Peter Barlow) est une lentille divergente permettant de multiplier artificiellement la distance focale d'un instrument. Cette augmentation se fait cependant au prix d'une certaine perte de la qualité de l'image, dans la mesure où l'on ajoute une lentille au système. Cette dégradation se situe au niveau d'une perte de la luminosité (de l'ordre de 0,4 %, cependant, avec un traitement anti-reflets moderne), et de l'aberration chromatique introduite par une lentille simple. Cependant, les lentilles de Barlow modernes sont aujourd'hui constituées de deux lentilles (lentille de Barlow achromatique), voire trois (lentille de Barlow apochromatique), ce qui permet de réduire ce dernier défaut. Certains multiplicateurs de focale dérivés de la lentille de Barlow comportent quatre lentilles.
Elle est utilisée dans certains télescopes à grossissements variables pour permettre un grossissement plus important.

## Grandissement

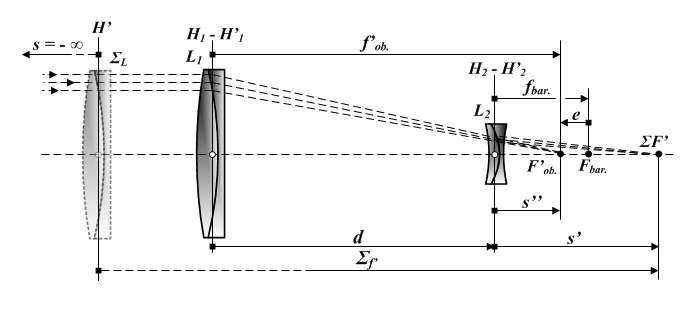
Système optique constitué d'un objectif et d'une lentille de Barlow et mettant en évidence le foyer image résultant et la distance focale du système notée

On définit le grandissement (noté {\displaystyle \gamma }) dû à la lentille de Barlow comme le rapport de la distance focale résultante du système sur la distance focale de l'objectif seul, soit sur la figure le rapport de distance :
{\displaystyle \gamma ={\frac {\Sigma _{f'}}{f'_{ob}}}}
L'analyse du système optique constitué de l'objectif et de la lentille de Barlow conduit à relier le grandissement au tirage {\displaystyle s''} séparant le plan principal {\displaystyle H_{2}} de la lentille de Barlow du foyer primaire {\displaystyle F'_{ob}} :
{\displaystyle \gamma ={\frac {1}{1+{\frac {s''}{f_{bar}}}}}}
D'autre part, la position du foyer image du système {\displaystyle \Sigma F'} par rapport au même plan principal de la lentille de Barlow est donnée par :
{\displaystyle s'=f_{bar}(1-\gamma )}

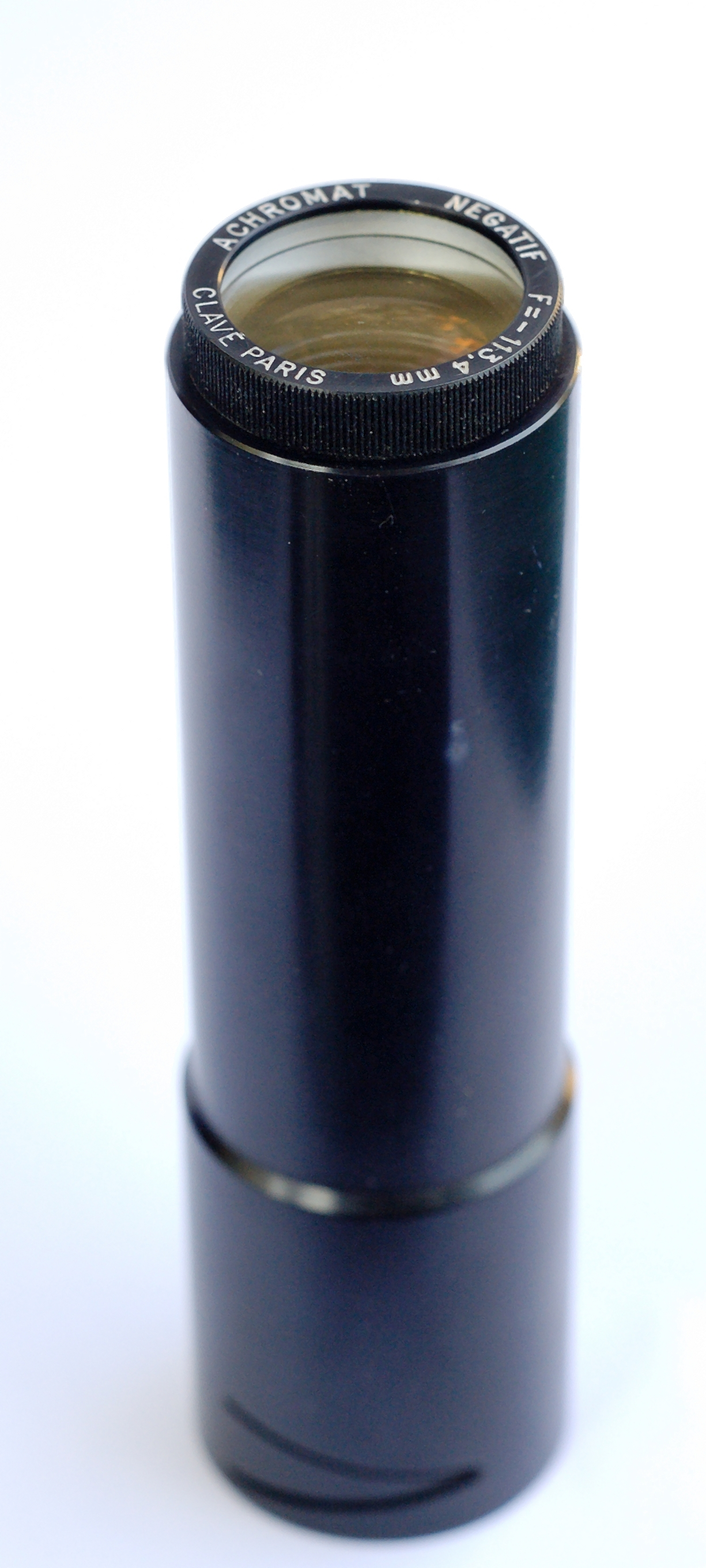
Lentille de Barlow Clavé de 113.4 mm

Sachant que la focale de la lentille de Barlow est négative ({\displaystyle f_{bar}<0}) puisqu'il s'agit d'une lentille divergente, on voit que le grandissement croit avec le tirage, et aussi avec la distance entre la lentille de Barlow et le foyer du système {\displaystyle \Sigma F'}.
Ainsi, par exemple, si l'on fait coïncider le foyer objet de la lentille de Barlow {\displaystyle F_{bar}} avec le foyer du système {\displaystyle \Sigma F'}, c'est-à-dire {\displaystyle s'=-f_{bar}}, le grandissement obtenu est exactement de 2.
En pratique, les lentilles de Barlow sont très souvent montées au bout d'un tube, à l'autre bout duquel vient s'insérer l'oculaire. Dès lors, la longueur du tube étant fixée, la distance {\displaystyle s''} entre la lentille et le foyer du système est fixée par la position du foyer objet de l'oculaire à l'intérieur du tube. Ceci fixe en retour le grandissement à une valeur déterminée ainsi que le tirage nécessaire obtenu en faisant la mise au point.
L'indication de grandissement généralement inscrite sur le tube (de la forme 2x, 2,5x, 3x, etc.) n'est donc rigoureusement valable que pour une série d'oculaires donnée pour laquelle la position relative du foyer oculaire par rapport au plan principal {\displaystyle H_{2}} de la lentille de Barlow vérifie exactement la relation {\displaystyle s'=f_{bar}(1-\gamma )}.

## Référence, lien externe
- Serge Bertorello, « Notions d'optique pour les astronomes amateurs. La lentille de Barlow. » (consulté le 31 octobre 2013)